# Гуго Запалович
Гуго Запалович (словен. Hugo Zapałowicz, 1852–1917) — польсько-австро-угорський ботанік, природознавець, мандрівник і військовий юрист.
Запалович був першим дослідником флори та геологічної будови Карпат. Він також був дослідником геології, географії та флори Південної Америки та автором праць про флору Бабої Гори, Марамурешких гір, Покуття.
У 1889 році Запалович подорожував прикордонною територією між Аргентиною та Чилі. Він написав книгу про своє навколосвітнє подорож з 1888 по 1890 рік, яка була опублікована у двох томах у 1899 році.
У 1894 році він став членом Академії науки. Хоча він уже був у відставці, у 1914 році знову став військовим суддею. Загинув у російському полоні 1917 року.
На честь вченого названо види: Alchemilla zapalowiczii Pawł. і Ranunculus zapalowiczii Pacz..

## Роботи
- Roślinność Babiej Góry pod względem geograficzno-botanicznym ("Spraw. Komis. Fizjogr." 14, 1880)
- Kilka słów o geografii roślinnej "Kosmos" 16, 1891
- Krytyczny przegląd roślinności Galicji I-IV, Kr. 1906–1914
- Prof. F. Paxa Grundzüge der Pflanzenverbreitung in den Karpathen "Kosmos" 34, 1909
- Jedna z podróży naokoło ziemi, Lwów. 1899
- Z Czarnohory do Alp Rodneńskich, H Zapałowicz, Kielce, 2001